# Deuxième circonscription de la Haute-Vienne
La deuxième circonscription de la Haute-Vienne est l'une des trois circonscriptions législatives françaises que compte le département de la Haute-Vienne (87) situé en région Nouvelle-Aquitaine. Elle est actuellement représentée par Stéphane Delautrette (NUPES-PS).

## Description géographique et démographique

### De 1958 à 1986
La deuxième circonscription de la Haute-Vienne était composée de :
- Canton d'Aixe-sur-Vienne
- Canton de Châlus
- Canton de Nexon
- Canton d'Oradour-sur-Vayres
- Canton de Pierre-Buffière
- Canton de Rochechouart
- Canton de Saint-Germain-les-Belles
- Canton de Saint-Junien
- Canton de Saint-Laurent-sur-Gorre
- Canton de Saint-Mathieu
- Canton de Saint-Yrieix-la-Perche

Source : Journal Officiel du 14-15 Octobre 1958.

### De 1986 à 2012
La deuxième circonscription de la Haute-Vienne est délimitée par le découpage électoral de la loi no 86-1197 du 24 novembre 1986
, elle regroupe les divisions administratives suivantes : 
- Canton d'Aixe-sur-Vienne
- Canton de Châlus
- Canton de Nexon
- Canton d'Oradour-sur-Vayres
- Canton de Pierre-Buffière
- Canton de Rochechouart
- Canton de Saint-Germain-les-Belles
- Canton de Saint-Junien-Est
- Canton de Saint-Junien-Ouest
- Canton de Saint-Laurent-sur-Gorre
- Canton de Saint-Mathieu
- Canton de Saint-Yrieix-la-Perche

La deuxième circonscription de la Haute-Vienne occupe le sud du département, entre Saint-Junien et Saint-Germain-les-Belles.
D'après le recensement général de la population en 1999, réalisé par l'Institut national de la statistique et des études économiques (INSEE), la population totale de cette circonscription est estimée à 87 552 habitants,.

### Depuis 2012
Depuis l'ordonnance no 2009-935 du 29 juillet 2009, ratifiée par le Parlement français le 21 janvier 2010, la circonscription réunit 
- l'ensemble de l'ancienne deuxième circonscription : cantons d'Aixe-sur-Vienne, Châlus, Limoges-Condat, Limoges-Émailleurs, Nexon, Oradour-sur-Vayres, Pierre-Buffière, Rochechouart, Saint-Germain-les-Belles, Saint-Junien-Est, Saint-Junien-Ouest, Saint-Laurent-sur-Gorre, Saint-Mathieu, Saint-Yrieix-la-Perche
- ainsi que deux cantons de l'ancienne première circonscription : cantons de Limoges-Condat, Limoges-Émailleurs.

## Historique des députations
| Législature | Début de mandat | Fin de mandat  | Député                 | Parti politique | Observations |
| ----------- | --------------- | -------------- | ---------------------- | --------------- | --- |
| IXe         | 23 juin 1988    | 1er avril 1993 | Jean-Claude Peyronnet  | PS              | Président du Conseil général à l'époque |
| Xe          | 2 avril 1993    | 21 avril 1997  | Évelyne Guilhem,       | RPR,            | Conseillère régionale. Mandat écourté à la suite d'une dissolution parlementaire décidée par Jacques Chirac.                                                                                      |
| XIe         | 12 juin 1997    | 18 juin 2002   | Daniel Boisserie       | PS              | |
| XIIe        | 19 juin 2002    | 19 juin 2007   | Daniel Boisserie,      | PS,             | Maire de Saint-Yrieix-la-Perche |
| XIIIe       | 20 juin 2007    | 19 juin 2012   | Daniel Boisserie       | PS              | Maire de Saint-Yrieix-la-Perche |
| XIVe        | 20 juin 2012    | 20 juin 2017   | Daniel Boisserie       | PS              | Maire de Saint-Yrieix-la-Perche |
| XVe         | 21 juin 2017    | 3 octobre 2019 | Jean-Baptiste Djebbari | LREM            | Jean-Baptiste Djebbari est nommé dans le second gouvernement Édouard Philippe. |
| XVe         | 4 octobre 2019  | 22 juin 2022   | Pierre Venteau         | LREM            | Jean-Baptiste Djebbari est nommé dans le second gouvernement Édouard Philippe. |
| XVIe        | 22 juin 2022    | 9 juin 2024    | Stéphane Delautrette   | PS              | Maire de Les Cars, vice-président au conseil départemental de la Haute-Vienne jusqu'au début de son mandat Mandat écourté à la suite d'une dissolution parlementaire décidée par Emmanuel Macron. |

## Historique des élections

### Élections de 1958
| Candidat       | Candidat                     | Parti          | Premier tour | Premier tour | Second tour | Second tour |  |
| Candidat       | Candidat                     | Parti          | Voix         | %            | Voix        | %           |  |
| -------------- | ---------------------------- | -------------- | ------------ | ------------ | ----------- | ----------- |  |
|                | Jacques Boutard élu          | SFIO           | 19 795       | 39,52        | 29 212      | 60,41       |  |
|                | Marcel Rigout                | PCF            | 17 809       | 35,56        | 19 146      | 39,59       |  |
|                | Alfred Dutheillet de Lamothe | CNIP           | 10 404       | 20,77        | Retrait     | Retrait     |  |
|                | Roger Labrot                 | UFF            | 2 075        | 4,14         |             |             |  |
|                |                              |                |              |              |             |             |  |
| Inscrits       | Inscrits                     | Inscrits       | 68 742       | 100,00       | 68 736      | 100,00      |  |
| Abstentions    | Abstentions                  | Abstentions    | 17 268       | 25,12        | 18 552      | 26,99       |  |
| Votants        | Votants                      | Votants        | 51 474       | 74,88        | 50 184      | 73,01       |  |
| Blancs et nuls | Blancs et nuls               | Blancs et nuls | 1 391        | 2,7          | 1 826       | 3,64        |  |
| Exprimés       | Exprimés                     | Exprimés       | 50 083       | 97,3         | 48 358      | 96,36       |  |

Le suppléant de Jacques Boutard était Marcel Pont, maire de Rochechouart.

### Élections de 1962
| Candidat       | Candidat                      | Parti          | Premier tour | Premier tour | Second tour | Second tour |  |
| Candidat       | Candidat                      | Parti          | Voix         | %            | Voix        | %           |  |
| -------------- | ----------------------------- | -------------- | ------------ | ------------ | ----------- | ----------- |  |
|                | Marcel Rigout                 | PCF            | 17 641       | 40,92        | 22 132      | 47,41       |  |
|                | Jacques Boutard sortant réélu | SFIO           | 16 607       | 38,52        | 24 549      | 52,59       |  |
|                | M. Depland                    | RI             | 8 864        | 20,56        | Retrait     | Retrait     |  |
|                |                               |                |              |              |             |             |  |
| Inscrits       | Inscrits                      | Inscrits       | 67 115       | 100,00       | 67 096      | 100,00      |  |
| Abstentions    | Abstentions                   | Abstentions    | 22 154       | 33,01        | 17 895      | 26,67       |  |
| Votants        | Votants                       | Votants        | 44 961       | 66,99        | 49 201      | 73,33       |  |
| Blancs et nuls | Blancs et nuls                | Blancs et nuls | 1 849        | 4,11         | 2 520       | 5,12        |  |
| Exprimés       | Exprimés                      | Exprimés       | 43 112       | 95,89        | 46 681      | 94,88       |  |

Le suppléant de Jacques Boutard était Marcel Gaillard, directeur d'école à Saint-Junien.

### Élections de 1967
| Candidat       | Candidat            | Parti          | Premier tour | Premier tour | Second tour | Second tour |  |
| Candidat       | Candidat            | Parti          | Voix         | %            | Voix        | %           |  |
| -------------- | ------------------- | -------------- | ------------ | ------------ | ----------- | ----------- |  |
|                | Marcel Rigout élu   | PCF            | 21 233       | 41,59        | 30 186      | 59,38       |  |
|                | Philippe Chabassier | UD-Ve          | 14 928       | 29,24        | 20 648      | 40,62       |  |
|                | Pierre Rabaud       | FGDS (SFIO)    | 13 008       | 25,48        | Retrait     | Retrait     |  |
|                | Philippe Decourt    | CD (PDM)       | 1 881        | 3,68         |             |             |  |
|                |                     |                |              |              |             |             |  |
| Inscrits       | Inscrits            | Inscrits       | 64 968       | 100,00       | 64 949      | 100,00      |  |
| Abstentions    | Abstentions         | Abstentions    | 12 342       | 19           | 12 006      | 18,49       |  |
| Votants        | Votants             | Votants        | 52 626       | 81           | 52 943      | 81,51       |  |
| Blancs et nuls | Blancs et nuls      | Blancs et nuls | 1 576        | 2,99         | 2 109       | 3,98        |  |
| Exprimés       | Exprimés            | Exprimés       | 51 050       | 97,01        | 50 834      | 96,02       |  |

Le suppléant de Marcel Rigout était Léon Pagnoux, conseiller général, maire de Rochechouart.

### Élections de 1968
| Candidat       | Candidat              | Parti          | Premier tour | Premier tour | Second tour | Second tour |  |
| Candidat       | Candidat              | Parti          | Voix         | %            | Voix        | %           |  |
| -------------- | --------------------- | -------------- | ------------ | ------------ | ----------- | ----------- |  |
|                | Marcel Rigout sortant | PCF            | 20 865       | 40,76        | 25 554      | 49,26       |  |
|                | Jacques Boutard élu   | PDM            | 13 770       | 26,90        | 26 321      | 50,74       |  |
|                | Gabriel Marsaud       | UDR (URP)      | 12 143       | 23,72        | Retrait     | Retrait     |  |
|                | Guy Cuisinier         | FGDS (SFIO)    | 4 414        | 8,62         |             |             |  |
|                |                       |                |              |              |             |             |  |
| Inscrits       | Inscrits              | Inscrits       | 64 612       | 100,00       | 64 611      | 100,00      |  |
| Abstentions    | Abstentions           | Abstentions    | 12 378       | 19,16        | 11 744      | 18,18       |  |
| Votants        | Votants               | Votants        | 52 234       | 80,84        | 52 867      | 81,82       |  |
| Blancs et nuls | Blancs et nuls        | Blancs et nuls | 1 042        | 1,99         | 992         | 1,88        |  |
| Exprimés       | Exprimés              | Exprimés       | 51 192       | 98,01        | 51 875      | 98,12       |  |

Le suppléant de Jacques Boutard était Claude Madoumier, docteur en médecine, conseiller général, maire d'Aixe-sur-Vienne.

### Élections de 1973
| Candidat       | Candidat                | Parti          | Premier tour | Premier tour | Second tour | Second tour |  |
| Candidat       | Candidat                | Parti          | Voix         | %            | Voix        | %           |  |
| -------------- | ----------------------- | -------------- | ------------ | ------------ | ----------- | ----------- |  |
|                | Marcel Rigout élu       | PCF            | 20 326       | 38,6         | 28 378      | 52,54       |  |
|                | Jacques Boutard sortant | Divers droite  | 15 093       | 28,66        | 25 635      | 47,46       |  |
|                | Pierre Desvalois        | PS (UGSD)      | 9 786        | 18,58        | Retrait     | Retrait     |  |
|                | Robert Descubes         | UDR (URP)      | 7 453        | 14,15        |             |             |  |
|                |                         |                |              |              |             |             |  |
| Inscrits       | Inscrits                | Inscrits       | 65 252       | 100,00       | 65 233      | 100,00      |  |
| Abstentions    | Abstentions             | Abstentions    | 11 103       | 17,02        | 9 387       | 14,39       |  |
| Votants        | Votants                 | Votants        | 54 149       | 82,98        | 55 846      | 85,61       |  |
| Blancs et nuls | Blancs et nuls          | Blancs et nuls | 1 491        | 2,75         | 1 833       | 3,28        |  |
| Exprimés       | Exprimés                | Exprimés       | 52 658       | 97,25        | 54 013      | 96,72       |  |

Le suppléant de Marcel Rigout était Léon Pagnoux.

### Élections de 1978
| Candidat       | Candidat                    | Parti          | Premier tour | Premier tour | Second tour | Second tour |  |
| Candidat       | Candidat                    | Parti          | Voix         | %            | Voix        | %           |  |
| -------------- | --------------------------- | -------------- | ------------ | ------------ | ----------- | ----------- |  |
|                | Marcel Rigout sortant réélu | PCF            | 23 239       | 39,44        | 33 554      | 56,64       |  |
|                | Pierre Rabaud               | PS             | 13 732       | 23,31        | Retrait     | Retrait     |  |
|                | Claude Madoumier            | RPR            | 12 583       | 21,36        | 25 687      | 43,36       |  |
|                | Claude Thuillier            | UDF (CDS)      | 7 877        | 13,37        |             |             |  |
|                | Claudine Roussie            | LO             | 1 192        | 2,02         |             |             |  |
|                | Emmanuel Raulin             | UOPDP          | 293          | 0,5          |             |             |  |
|                |                             |                |              |              |             |             |  |
| Inscrits       | Inscrits                    | Inscrits       | 70 411       | 100,00       | 70 408      | 100,00      |  |
| Abstentions    | Abstentions                 | Abstentions    | 9 737        | 13,83        | 8 929       | 12,68       |  |
| Votants        | Votants                     | Votants        | 60 674       | 86,17        | 61 479      | 87,32       |  |
| Blancs et nuls | Blancs et nuls              | Blancs et nuls | 1 758        | 2,9          | 2 238       | 3,64        |  |
| Exprimés       | Exprimés                    | Exprimés       | 58 916       | 97,1         | 59 241      | 96,36       |  |

Le suppléant de Marcel Rigout était Roland Mazoin, conseiller régional, conseiller général, maire de Saint-Junien.

### Élections de 1981
| Candidat       | Candidat                    | Parti          | Premier tour | Premier tour | Second tour | Second tour |  |
| Candidat       | Candidat                    | Parti          | Voix         | %            | Voix        | %           |  |
| -------------- | --------------------------- | -------------- | ------------ | ------------ | ----------- | ----------- |  |
|                | Marcel Rigout sortant réélu | PCF            | 20 469       | 38,29        | 33 483      | 62,30       |  |
|                | Daniel Nouaille             | PS             | 16 823       | 31,48        | Retrait     | Retrait     |  |
|                | Claude Madoumier            | RPR (UNM)      | 15 461       | 28,91        | 20 264      | 37,70       |  |
|                | Claudine Roussie            | LO             | 706          | 1,32         |             |             |  |
|                |                             |                |              |              |             |             |  |
| Inscrits       | Inscrits                    | Inscrits       | 71 360       | 100,00       | 71 358      | 100,00      |  |
| Abstentions    | Abstentions                 | Abstentions    | 16 954       | 23,76        | 15 145      | 21,22       |  |
| Votants        | Votants                     | Votants        | 54 406       | 76,24        | 56 213      | 78,78       |  |
| Blancs et nuls | Blancs et nuls              | Blancs et nuls | 947          | 1,74         | 2 466       | 4,39        |  |
| Exprimés       | Exprimés                    | Exprimés       | 53 459       | 98,26        | 53 747      | 95,61       |  |

Le suppléant de Marcel Rigout était Roland Mazoin. Roland Mazoin remplaça Marcel Rigout, nommé membre du gouvernement, du 25 juillet 1981 au 1er avril 1986.

### Élections de 1988
| Candidat       | Candidat                  | Parti               | Premier tour | Premier tour | Second tour | Second tour |  |
| Candidat       | Candidat                  | Parti               | Voix         | %            | Voix        | %           |  |
| -------------- | ------------------------- | ------------------- | ------------ | ------------ | ----------- | ----------- |  |
|                | Jean-Claude Peyronnet élu | PS                  | 18 217       | 34,72        | 33 533      | 62,35       |  |
|                | Marcel Rigout sortant     | PCF                 | 16 482       | 31,41        | Retrait     | Retrait     |  |
|                | Marc Debusschère          | Divers droite (URC) | 15 499       | 29,54        | 20 250      | 37,65       |  |
|                | Christian Caillat         | FN                  | 2 277        | 4,34         |             |             |  |
|                |                           |                     |              |              |             |             |  |
| Inscrits       | Inscrits                  | Inscrits            | 72 570       | 100,00       | 72 548      | 100,00      |  |
| Abstentions    | Abstentions               | Abstentions         | 18 707       | 25,78        | 16 313      | 22,49       |  |
| Votants        | Votants                   | Votants             | 53 863       | 74,22        | 56 235      | 77,51       |  |
| Blancs et nuls | Blancs et nuls            | Blancs et nuls      | 1 388        | 2,58         | 2 452       | 4,36        |  |
| Exprimés       | Exprimés                  | Exprimés            | 52 475       | 97,42        | 53 783      | 95,64       |  |

Le suppléant de Jean-Claude Peyronnet, Jean-Pierre Demerliat, instituteur, maire de Saint-Martin-le-Vieux, est élu Sénateur le 30 septembre 1990.

### Élections de 1993
| Candidat       | Candidat                      | Parti          | Premier tour | Premier tour | Second tour | Second tour |  |
| Candidat       | Candidat                      | Parti          | Voix         | %            | Voix        | %           |  |
| -------------- | ----------------------------- | -------------- | ------------ | ------------ | ----------- | ----------- |  |
|                | Évelyne Guilhem élue          | RPR (UPF)      | 19 135       | 37,43        | 26 670      | 51,2        |  |
|                | Jean-Claude Peyronnet sortant | PS (ADFP)      | 11 897       | 23,27        | 25 418      | 48,8        |  |
|                | Roland Mazoin                 | diss. PCF      | 9 457        | 18,5         | Retrait     | Retrait     |  |
|                | Joël Ratier                   | PCF            | 3 561        | 6,97         |             |             |  |
|                | Bernard Soury                 | GÉ (EÉ)        | 3 449        | 6,75         |             |             |  |
|                | Jean Fredon                   | FN             | 3 114        | 6,09         |             |             |  |
|                | Geneviève Coupeau             | LT-LNÉ         | 514          | 1,01         |             |             |  |
|                |                               |                |              |              |             |             |  |
| Inscrits       | Inscrits                      | Inscrits       | 72 624       | 100,00       | 72 620      | 100,00      |  |
| Abstentions    | Abstentions                   | Abstentions    | 17 618       | 24,26        | 16 042      | 22,09       |  |
| Votants        | Votants                       | Votants        | 55 006       | 75,74        | 56 578      | 77,91       |  |
| Blancs et nuls | Blancs et nuls                | Blancs et nuls | 3 879        | 7,05         | 4 490       | 7,94        |  |
| Exprimés       | Exprimés                      | Exprimés       | 51 127       | 92,95        | 52 088      | 92,06       |  |

Le suppléant d'Évelyne Guilhem était Michel Planchat, de Bosmie-l'Aiguille.

### Élections de 1997
| Candidat       | Candidat                 | Parti          | Premier tour | Premier tour | Second tour | Second tour |  |
| Candidat       | Candidat                 | Parti          | Voix         | %            | Voix        | %           |  |
| -------------- | ------------------------ | -------------- | ------------ | ------------ | ----------- | ----------- |  |
|                | Daniel Boisserie élu     | PS             | 16 835       | 32,58        | 31 960      | 58,89       |  |
|                | Évelyne Guilhem sortante | RPR            | 15 860       | 30,7         | 22 307      | 41,11       |  |
|                | Lucien Dussouchaud       | SÉGA           | 9 888        | 19,14        | Retrait     | Retrait     |  |
|                | Jean Fredon              | FN             | 3 331        | 6,45         |             |             |  |
|                | Jean Daniel              | Les Verts      | 1 724        | 3,34         |             |             |  |
|                | Marie-Thérèse Coinaud    | LO             | 1 461        | 2,83         |             |             |  |
|                | Philippe Lornac          | LDI (MPF)      | 1 030        | 1,99         |             |             |  |
|                | Olivier Escure           | Divers droite  | 858          | 1,66         |             |             |  |
|                | Simone Dougier           | MÉI            | 681          | 1,32         |             |             |  |
|                |                          |                |              |              |             |             |  |
| Inscrits       | Inscrits                 | Inscrits       | 71 022       | 100,00       | 71 008      | 100,00      |  |
| Abstentions    | Abstentions              | Abstentions    | 15 955       | 22,46        | 13 455      | 18,95       |  |
| Votants        | Votants                  | Votants        | 55 067       | 77,54        | 57 553      | 81,05       |  |
| Blancs et nuls | Blancs et nuls           | Blancs et nuls | 3 399        | 6,17         | 3 286       | 5,71        |  |
| Exprimés       | Exprimés                 | Exprimés       | 51 668       | 93,83        | 54 267      | 94,29       |  |

Le suppléant de Daniel Boisserie était Marcel Raynaud, ancien directeur d'école, conseiller général du canton de Rochechouart, adjoint au maire de Rochechouart.

### Élections de 2002
| Candidat       | Candidat                         | Parti          | Premier tour | Premier tour | Second tour | Second tour |  |
| Candidat       | Candidat                         | Parti          | Voix         | %            | Voix        | %           |  |
| -------------- | -------------------------------- | -------------- | ------------ | ------------ | ----------- | ----------- |  |
|                | Daniel Boisserie sortant réélu   | PS             | 18 997       | 36,83        | 27 576      | 54,64       |  |
|                | Évelyne Guilhem                  | UMP            | 18 586       | 36,03        | 22 896      | 45,36       |  |
|                | Lucien Dussouchaud               | PCF            | 5 030        | 9,75         |             |             |  |
|                | Yves Guieau                      | FN             | 3 043        | 5,9          |             |             |  |
|                | Marc Wasilewski                  | CPNT           | 1 414        | 2,74         |             |             |  |
|                | Marie-Christine Guérineau        | Les Verts      | 1 340        | 2,6          |             |             |  |
|                | Josiane Reveyrand                | LCR            | 1 137        | 1,5          |             |             |  |
|                | Aline Barthélemy                 | LO             | 772          | 1,5          |             |             |  |
|                | Marie-Ange Dutheillet de Lamothe | MPF            | 522          | 1,01         |             |             |  |
|                | Danielle Dautriat                | MÉI            | 412          | 0,8          |             |             |  |
|                | Chantal Desnoyer                 | MNR            | 332          | 0,64         |             |             |  |
|                |                                  |                |              |              |             |             |  |
| Inscrits       | Inscrits                         | Inscrits       | 72 616       | 100,00       | 72 609      | 100,00      |  |
| Abstentions    | Abstentions                      | Abstentions    | 19 063       | 26,25        | 19 751      | 27,2        |  |
| Votants        | Votants                          | Votants        | 53 553       | 73,75        | 52 858      | 72,8        |  |
| Blancs et nuls | Blancs et nuls                   | Blancs et nuls | 1 968        | 3,67         | 2 386       | 4,51        |  |
| Exprimés       | Exprimés                         | Exprimés       | 51 585       | 96,33        | 50 472      | 95,49       |  |

Le suppléant de Daniel Boisserie était Marcel Raynaud.

### Élections de 2007
| Candidat       | Candidat                       | Parti          | Premier tour | Premier tour | Second tour | Second tour |  |
| Candidat       | Candidat                       | Parti          | Voix         | %            | Voix        | %           |  |
| -------------- | ------------------------------ | -------------- | ------------ | ------------ | ----------- | ----------- |  |
|                | Daniel Boisserie sortant réélu | PS             | 17 039       | 33,82        | 30 149      | 60,89       |  |
|                | Évelyne Guilhem                | UMP            | 15 911       | 31,58        | 19 364      | 39,11       |  |
|                | Pierre Allard                  | PCF (ADS)      | 8 327        | 16,53        |             |             |  |
|                | Christophe Lechevallier        | UDF–MoDem      | 1 853        | 3,68         |             |             |  |
|                | Catherine Guerry               | LCR            | 1 461        | 2,9          |             |             |  |
|                | Jean-Luc Rivière               | FN             | 1 282        | 2,54         |             |             |  |
|                | Alain Dorange                  | Les Verts      | 1 140        | 2,26         |             |             |  |
|                | Liliane Puyjalon               | CPNT           | 718          | 1,42         |             |             |  |
|                | Auguste Labat                  | MPF            | 641          | 1,27         |             |             |  |
|                | Jean-Jacques Dhennin           | DLR            | 506          | 1            |             |             |  |
|                | Aline Barthélemy               | LO             | 414          | 0,82         |             |             |  |
|                | David Tillet                   | MHAN           | 413          | 0,82         |             |             |  |
|                | Christophe Belin               | NC             | 301          | 0,6          |             |             |  |
|                | Frédéric Thibivillier          | Divers         | 206          | 0,41         |             |             |  |
|                | Christian Simier               | MNR            | 174          | 0,35         |             |             |  |
|                |                                |                |              |              |             |             |  |
| Inscrits       | Inscrits                       | Inscrits       | 74 006       | 100,00       | 74 002      | 100,00      |  |
| Abstentions    | Abstentions                    | Abstentions    | 22 072       | 29,82        | 22 049      | 29,8        |  |
| Votants        | Votants                        | Votants        | 51 934       | 70,18        | 51 953      | 70,2        |  |
| Blancs et nuls | Blancs et nuls                 | Blancs et nuls | 1 548        | 2,98         | 2 440       | 4,7         |  |
| Exprimés       | Exprimés                       | Exprimés       | 50 386       | 97,02        | 49 513      | 95,3        |  |

### Élections de 2012
|                  | Daniel Boisserie*       | PS             | 28 846 | 47,96  | 37 955 | 68,69  |  |  |  |  |  |
|                  | Frédéric Peyronnet      | UMP            | 12 377 | 20,58  | 17 301 | 31,31  |  |  |  |  |  |
|                  | Yannick Vidaud          | FN             | 7 036  | 11,70  |        |        |  |  |  |  |  |
|                  | Marie-Jo Dumasdelage    | FG (ADS)       | 6 925  | 11,51  |        |        |  |  |  |  |  |
|                  | Marie Labat             | EELV           | 2 171  | 3,61   |        |        |  |  |  |  |  |
|                  | Christophe Lechevallier | MoDem          | 1 699  | 2,82   |        |        |  |  |  |  |  |
|                  | Patrick Vinour          | DLR            | 711    | 1,18   |        |        |  |  |  |  |  |
|                  | Claudine Roussie        | LO             | 383    | 0,64   |        |        |  |  |  |  |  |
|                  |                         |                |        |        |        |        |  |  |  |  |  |
| Inscrits         | Inscrits                | Inscrits       | 96 680 | 100,00 | 96 669 | 100,00 |  |  |  |  |  |
| Abstentions      | Abstentions             | Abstentions    | 35 087 | 36,29  | 38 061 | 39,37  |  |  |  |  |  |
| Votants          | Votants                 | Votants        | 61 593 | 63,71  | 58 608 | 60,63  |  |  |  |  |  |
| Blancs et nuls   | Blancs et nuls          | Blancs et nuls | 1 445  | 2,35   | 3 352  | 5,72   |  |  |  |  |  |
| Exprimés         | Exprimés                | Exprimés       | 60 148 | 97,65  | 55 256 | 94,28  |  |  |  |  |  |
| * député sortant |                         |                |        |        |        |        |  |  |  |  |  |

Résultats de 2007 : Daniel Boisserie (PS) 60,89 %, Evelyne Guilhem (UMP) 39,11 %

### Élections de 2017
|                                                                                 |                                                                             |                           |                           |                          |                          |
|                                                                                 |                                                                             | Premier tour 11 juin 2017 | Premier tour 11 juin 2017 | Second tour 18 juin 2017 | Second tour 18 juin 2017 |
|                                                                                 |                                                                             |                           |                           |                          |                          |
|                                                                                 |                                                                             | Nombre                    | % des inscrits            | Nombre                   | % des inscrits           |
| Inscrits                                                                        | Inscrits                                                                    | 97 462                    | 100,00                    | 97 461                   | 100,00                   |
| Abstentions                                                                     | Abstentions                                                                 | 41 328                    | 42,40                     | 47 463                   | 48,70                    |
| Votants                                                                         | Votants                                                                     | 56 134                    | 57,60                     | 49 998                   | 51,30                    |
|                                                                                 |                                                                             |                           | % des votants             |                          | % des votants            |
| Bulletins blancs                                                                | Bulletins blancs                                                            | 1 099                     | 1,96                      | 3 254                    | 6,51                     |
| Bulletins nuls                                                                  | Bulletins nuls                                                              | 709                       | 1,26                      | 2 396                    | 4,79                     |
| Suffrages exprimés                                                              | Suffrages exprimés                                                          | 54 326                    | 96,78                     | 44 348                   | 88,70                    |
|                                                                                 |                                                                             |                           |                           |                          |                          |
| Candidat Étiquette politique (partis et alliances)                              | Candidat Étiquette politique (partis et alliances)                          | Voix                      | % des exprimés            | Voix                     | % des exprimés           |
|                                                                                 |                                                                             |                           |                           |                          |                          |
|                                                                                 | Jean-Baptiste Djebbari La République en marche !                            | 19 424                    | 35,75                     | 24 209                   | 54,59                    |
|                                                                                 | Pierre Allard Parti communiste français (Alternative démocratie socialisme) | 6 648                     | 12,24                     | 20 139                   | 45,41                    |
|                                                                                 | Hubert Hurard La France insoumise                                           | 6 366                     | 11,72                     |                          |                          |
|                                                                                 | Vincent Léonie Union des démocrates et indépendants (Les Républicains)      | 6 011                     | 11,06                     |                          |                          |
|                                                                                 | Annick Morizio Parti socialiste                                             | 5 827                     | 10,73                     |                          |                          |
|                                                                                 | Joëlle Crépet Front national                                                | 5 444                     | 10,02                     |                          |                          |
|                                                                                 | Lucien Coindeau Europe Écologie Les Verts                                   | 1 653                     | 3,04                      |                          |                          |
|                                                                                 | Camille Fleisch Debout la France                                            | 855                       | 1,57                      |                          |                          |
|                                                                                 | Philippe Madoumier Divers droite                                            | 762                       | 1,40                      |                          |                          |
|                                                                                 | Christèle Daversin Mouvement 100%                                           | 627                       | 1,15                      |                          |                          |
|                                                                                 | Claudine Roussie Lutte ouvrière                                             | 422                       | 0,78                      |                          |                          |
|                                                                                 | Éva Di Battista Union populaire républicaine                                | 287                       | 0,53                      |                          |                          |
| Source : Ministère de l'Intérieur - Deuxième circonscription de la Haute-Vienne |                                                                             |                           |                           |                          |                          |

### Élections de 2022
| Résultats des élections législatives des 12 et 19 juin 2022 de la 2e circonscription de la Haute-Vienne |                          |                                            |                          |              |              |             |             |  |
| Candidat                                                                                                | Candidat                 | Parti et coalition                         | Nuance                   | Premier tour | Premier tour | Second tour | Second tour |  |
| Candidat                                                                                                | Candidat                 | Parti et coalition                         | Nuance                   | Voix         | %            | Voix        | %           |  |
| | Stéphane Delautrette     | PS (NUPES)                                 | NUP                      | 18 381       | 35,58        | 26 730      | 61,47       |  |
| | Sabrina Minguet          | RN                                         | RN                       | 10 244       | 19,83        | 16 757      | 38,53       |  |
| | Shérazade Zaiter         | MoDem (ENS)                                | ENS                      | 7 957        | 15,40        |             |             |  |
| | Jean-Luc Bonnet          | LREM diss.                                 | DVC                      | 6 080        | 11,77        |             |             |  |
| | Jean-Marie Bost          | LR (UDC)                                   | LR                       | 3 962        | 7,67         |             |             |  |
| | Gisèle Carré             | REC                                        | REC                      | 1 920        | 3,72         |             |             |  |
| | Daniel Gendarme          | GRS (Fédération de la gauche républicaine) | DVG                      | 1 551        | 3,00         |             |             |  |
| | Claudine Roussie         | LO                                         | DXG                      | 962          | 1,86         |             |             |  |
| | Cyril Cognéras           | POC (RPS)                                  | REG                      | 606          | 1,17         |             |             |  |
| |                          |                                            |                          |              |              |             |             |  |
| Votes valides                                                                                           | Votes valides            | Votes valides                              | Votes valides            | 51 663       | 96,04        | 43 487      | 84,46       |  |
| Votes blancs                                                                                            | Votes blancs             | Votes blancs                               | Votes blancs             | 1 303        | 2,42         | 5 192       | 10,08       |  |
| Votes nuls                                                                                              | Votes nuls               | Votes nuls                                 | Votes nuls               | 830          | 1,54         | 2 811       | 5,46        |  |
| Total                                                                                                   | Total                    | Total                                      | Total                    | 53 796       | 100          | 51 490      | 100         |  |
| Abstention                                                                                              | Abstention               | Abstention                                 | Abstention               | 44 371       | 45,20        | 46 695      | 47,56       |  |
| Inscrits / participation                                                                                | Inscrits / participation | Inscrits / participation                   | Inscrits / participation | 98 167       | 54,80        | 98 185      | 52,44       |  |

### Élections de 2024
| Candidat                 | Candidat             | Parti et coalition | Nuance | Premier tour | Premier tour | Second tour | Second tour |
| Candidat                 | Candidat             | Parti et coalition | Nuance | Voix         | %            | Voix        | %           |
| ------------------------ | -------------------- | ------------------ | ------ | ------------ | ------------ | ----------- | ----------- |
|                          | Sabrina Minguet      | RN                 |        | 25 539       | 36,86 %      |             |             |
|                          | Stéphane Delautrette | PS (NFP)           | UG     | 25 520       | 36,83 %      |             |             |
|                          | Marie-Ève Tayot      | MoDem (ENS)        |        | 16 937       | 24,45 %      | Retrait     | Retrait     |
|                          | Claudine Roussie     | LO                 | EXG    | 1 290        | 1,86 %       |             |             |
|                          |                      |                    |        |              |              |             |             |
| Votes valides            |                      |                    |        |              |              |             |             |
| Votes blancs             |                      |                    |        |              |              |             |             |
| Votes nuls               |                      |                    |        |              |              |             |             |
| Total                    |                      |                    |        |              |              |             |             |
| Abstention               |                      |                    |        |              |              |             |             |
| Inscrits / participation |                      |                    |        |              |              |             |             |

#### Département de la Haute-Vienne
- La fiche de l'INSEE de cette circonscription : « Tableaux et Analyses de la deuxième circonscription de la Haute-Vienne », sur insee.fr, site de l'Institut national de la statistique et des études économiques (consulté le 10 juin 2007) [PDF]

- « Tous les députés du département de la Haute-Vienne depuis 1789 », sur assemblee-nationale.fr, site de l'Assemblée nationale française (consulté le 10 juin 2007)

- « Informations contentieuses sur le département de la Haute-Vienne (Élections législatives de 2002) »(Archive.org • Wikiwix • Archive.is • Google • Que faire ?), sur conseil-constitutionnel.fr, site du Conseil constitutionnel (consulté le 13 juin 2007)

#### Circonscriptions en France
- « Carte des circonscriptions législatives en France », sur assemblee-nationale.fr, site de l'Assemblée nationale française (consulté le 10 juin 2007)

- « Résultats électoraux officiels en France »(Archive.org • Wikiwix • Archive.is • Google • Que faire ?), sur interieur.gouv.fr, site du ministère de l'Intérieur (France) (consulté le 13 juin 2007)

- Description et Atlas des circonscriptions électorales de France sur atlaspol.com, Atlaspol, site de cartographie géopolitique, consulté le 13 juin 2007.